# Staphylinochrous whytei
Staphylinochrous whytei là một loài bướm đêm thuộc họ Anomoeotidae. Loài này có ở Nigeria.